# Château de Villefranche-d'Albigeois
Le château de Villefranche-d'Albigeois est un ancien château situé à Villefranche-d'Albigeois, dans le Tarn (France), aujourd'hui détruit.

## Historique

### Origine
La période d'édification du château de Villefranche n'est pas connue, bien que la bastide de Villefranche soit établie en 1239 ou 1269 (selon les sources), sous l'égide de Philippe II de Montfort, seigneur de Castres et suzerain des lieux. Il est donc certain que le château ne puisse être plus ancien que le XIIIe siècle, et l'on peut aisément imaginer qu'il est édifié en même temps que la cité, afin de la protéger.

### Le château
Remanié au cours des siècles, il remonte au moins au XVIe siècle, comme en témoignent certains éléments, tels que la fenêtre à meneaux qui éclairait le hall d'entrée. À partir de la première moitié du XVIIe siècle, il appartient à la famille de Genton de Villefranche, barons de Villefranche, et demeure dans la famille jusqu'à la mort de Jacques IV de Genton en 1759.
Le dernier propriétaire du château est Jean Pezous, docteur tout comme son père, Louis Pezous avant lui. La mairie rachète ensuite l'édifice en 1988. En 1990, lors de la construction de la Maison d'Accueil et de Résidence Pour l'Autonomie des personnes âgées (MARPA), un mur d'enceinte de l'édifice est détruit, puis en 1992, l'ensemble du château est détruit pour être remplacé par la place du Château et son parking.

## Architecture
Selon les derniers employés de la bâtisse, le château était une grande maison bourgeoise, aux murs particulièrement épais.
L'édifice s'élevait sur deux étages, avec une grande cave. Bien que remanié au cours des siècles, il conservait un escalier du XVIIIe siècle, à balustrade torsadée, ainsi qu'une fenêtre à meneaux et vitraux datant du XVIe siècle. Les extérieurs étaient ceints d'un mur, et d'un portail ajouré. Le domaine comprenait un parc arboré et présentant des ensembles de buis.

## Famille de Genton (de Villefranche)
La famille de Genton est une famille noble, portant le titre de baron de Villefranche-d'Albigeois. La première mention de cette famille date de 1628, lorsque Catherine de Monestiès (1611 - 1661) épouse un baron François de Genton (1611 - 1661). Néanmoins, on connaît déjà son père, Simon Genton, bien qu'aucune date ne soit mentionnée. 
La famille de Genton est profondément liée à la cité de Villefranche-d'Albigeois, dont elle porta le titre de baron de 1628 à 1759. Elle est principalement illustrée par Jacques IV de Genton (1696-1759), mousquetaire du roi et oncle par alliance de Lapérouse et par son fils, Salvy-Victor, capitaine au régiment de Bourgogne.
Salvy-Victor de Genton n'aura qu'un seul fils-héritier (mais plusieurs filles). La famille s'éteindra donc au XIXe siècle, dans la famille d'Aussaguel de Lasbordes, lors du mariage d'une de ses filles, Julienne, avec Charles d'Aussaguel de Lasbordes.

### Lignée
- Simon Genton, marié à Gabrielle Le Brun ;
- François de Genton (1611 - 1661), baron de Villefranche-d'Albigeois, marié en 1628 à Catherine de Monestiès, dont [4]:
  - Jean-Antoine, qui suit ;
  - Jacques de Genton, prêtre et co-seigneur de Mouzieys [6];
  - Jean-Baptiste de Genton, seigneur de La Valette .
- Jean-Antoine de Genton (1640 - 1692), baron de Villefranche-d’Albigeois et seigneur de Mouzieys, marié en 1660 à Germaine Dupuy de Labastide, dont [4]:
  - Jean-Jacques III, qui suit ;
  - Jean-Baptiste de Genton, seigneur du Taur et de Saussenac.
- Jean-Jacques III de Genton (1673 - 1741), baron de Villefranche-d’Albigeois et seigneur de Mouzieys, marié en 1695 à Louise Delhom;
- Jacques IV de Genton (1696 - 1759), baron de Villefranche-d’Albigeois et seigneur de Mouzieys, mousquetaire du roi, marié en 1736 à Anne de Rességuier (tante du célèbre Lapérouse), dont ;
  - Jacques-Victor (1737 - 1792), seigneur de Mouzieys, mort sans héritier ;
  - Salvy-Victor, qui suit ;
- Salvy-Victor de Genton (1747 - ), seigneur de La Valette, de Mouzieys, capitaine au régiment de Bourgogne. Il hérite du château de Clayrac lors de son mariage en 1772 avec Louise de Clairac, dernière héritière de la famille de Clairac. Il est ensuite exproprié à la Révolution française, car il avait émigré. Il ne perd cependant pas le château de Clairac, où se marient en 1797 sa fille Catherine de Genton et Marie-Alphonse Gros de Perrodil ;
- Jacques-Victor de Genton, conseiller en préfecture et chevalier de la Légion d'honneur. Sans titre de noblesse. Mort sans héritier.